# Гребенюк Михайло Кирилович
Михайло Кирилович Гребенюк (рос. Михаил Кириллович Гребенюк), при народженні Михайло Кирилович Ребрихін (рос. Михаил Кириллович Ребрихин, нар. 23 липня, 1924, Білово — пом. 24 червня 2002, Ташкент) — узбецький радянський російськомовний письменник-фантаст, автор детективних творів, поет, перекладач і журналіст.

## Біографія
Михайло Ребрихін народився в Алтайському краї. Брав участь у німецько-радянській війні. Після війни жив у Ташкенті, де працював у газеті Міністерства внутрішніх справ Узбецької РСР «На посту» та в газеті «Правда Востока», пізніше він став завідувачем відділу поезії та прози журналу «Звезда Востока». На цій посаді письменник, який прийняв псевдонім «Михайло Гребенюк», відзначався неабиякою принциповістю, та не піддавався ніякому тиску на нього щодо публікації літературних творів у газеті. Також Михайло Гребенюк відзначався міцним здоров'ям, захоплювався спортом, займався йогою, та виглядав молодшим від свого віку на 20 років. Проте з початком перебудови Михайло Гребенюк поринув у політичну діяльність, та став одним із співголів Інтернаціонального союзу, який заявляв про себе як захисника прав російськомовного населення Узбекистану. У 1990 році письменник балотувався до Верховної Ради Узбецької РСР, проте не був обраний. В останній рік існування СРСР, зокрема після загибелі сина, який зі слів іншого письменника Рауля Мір-Хайдарова, був убитий представниками ультранаціоналістичних узбецьких кіл, тісно пов'язаних із корумпованими представниками владних структур Узбекистану, здоров'я Михайла Гребенюка значно похитнулося, і йому довелось покинути активну літературну та політичну діяльність. Помер Михайло Гребенюк 24 червня 2002 року в Ташкенті.

## Літературна творчість
Літературну творчість Михайло Гребенюк розпочав у 50-х роках ХХ століття. Першою книгою письменника стала опублікована в 1962 році в Ташкенті збірка детективних творів «Машина плутає слід» (рос. Машина путает след), об'єднаних спільною героїнею — слідчою міліції Наталією Бєльською. До 1974 року вийшла друком низка детективних творів письменника, об'єднаних уже трьома героями — працівники міліції Сергій Голіков, Лазіз Шаїкрамов та Тімур Азімов. А в 1968 році вийшов друком перший фантастичний твір письменника — гумористичне оповідання «Ефект несподіванки». У цьому ж році вийшла друком фантастична повість автора «Ті, що пройшли через час» (рос. Прошедшие сквозь время), яка лягла в основу виданого у 1978 році роману «Парадокс часу» (рос. Парадокс времени). У 1970 році вийшла друком фантастична повість автора «Вісник далекої катастрофи» (рос. Вестник далёкой катастрофы). У 1983 році вийшла друком фантастична повість Гребенюка «Загадка древньої печери» (рос. Загадка древней пещеры). у 1986 році вийшла друком збірка детективних творів автора «Оскарженню не підлягає» (рос. Обжалованию не подлежит), об'єднана спільним героєм — працівником міліції Тімуром Азімовим. Окрім цього Михайло Гребенюк опублікував кілька поетичних збірок, та брав участь у перекладі та укладанні збірок детективних творів зарубіжних авторів. У 90-х роках ХХ століття Гребенюк спробував розпочати видання альманаху фантастики та детективу «Сыщики и роботы», проте він проіснував недовго.

## Особисте життя
Михайло Гребенюк був одружений, двоє його синів працювали журналістами. Старший син письменника працював на радіо, а молодший син письменника працював у агентстві «Інтерфакс». Молодший син Гребенюка в останні роки існування СРСР опублікував низку викривальних матеріалів про корупцію в Узбецькій СРСР, після чого у 1990 році його вбили, що серйозно позначилось на здоров'ї батька.

### Романи
- 1970 — Вестник далёкой катастрофы
- 1974 — Дважды разыскиваемые
- 1978 — Парадокс времени
- 2020 — Матерь моя, Земля!

### Повісті
- Трилогія про слідчу Наталію Бєльську
  - 1963 — Машина путает след
  - 1963 — Дневник следователя
  - 1963 — Последняя встреча
  - 1966 — На участке неспокойно
- 1968 — Прошедшие сквозь время
- 1968 — Замкнутый круг
- 1970 — Марсианский феномен
- 1973 — Потерпевших не было
- 1983 — Загадка древней пещеры
- Цикл про Тімура Азімова:
  - 1986 — Клад старого мазара
  - 1986 — Перед вторым толчком

### Збірки
- 1963 — Машина путает след; Дневник следователя; Последняя встреча
- 1986 — Обжалованию не подлежит
- 2013 — Марсианский феномен

### Поетичні твори
- 1975 — Ушедшие на рассвете
- 1985 — Долгий бой
- 1985 — Из звёздной были
- 1985 — Космическая одиссея
- 1985 — Костры
- 1985 — Мои спутники
- 1985 — Моя любовь
- 1985 — Мы верили в Победу
- 1985 — Не мыслю…
- 1985 — Причуда
- 1991 — Мне кажется порой…
- 1991 — Мои Везувии
- 1991 — Предсказание
- 1991 — Я и бог